# Stéphane Bourgoin
Stephane Bourgoin (født i Paris i 1953) er en fransk forfatter, journalist, filmmager og boghandler med speciale i kriminologi (studiet om serimordere) og detektivromaner.
Voldtægt og mordet på Stephane Bourgoins kone af en seriemorder i 1976 er kilden til hans interesse for denne type kriminelle gerninger.
Han har udgivet bøger om fænomenet i eget navn og under pseudonymet "Stephen Jallieu". Han var medforfatter på Les Crimes cannibales (2004), L'Année du Crime (2006) og Infanticides (2007).
Han var – blandt andre – et medlem af juryen på festivalen Fantastic'Arts i 1999.